# Art Tripp
Art Tripp (* jako Arthur Dyer Tripp III; 10. září 1944, Athens, Ohio, USA), znám také jako Ed Marimba a Ted Cactus; je americký chiropraktik a dřívější hudebník, známý pro svoji spolupráci se Zappovými The Mothers of Invention a Beefhearovým Magic Bandem. Také spolupracoval například s Wild Man Fischerem, Jean-Luc Pontym a dalšími.

## Výběr z diskografie
- Mothers of Invention: Cruising With Ruben & The Jets (1968)
- Mothers of Invention: Uncle Meat (1969)
- Wild Man Fischer: An Evening With Wild Man Fischer (1969)
- Mothers of Invention: Burnt Weeny Sandwich (1970)
- Mothers of Invention: Weasels Ripped My Flesh (1970)
- Captain Beefheart and The Magic Band: Lick My Decals Off, Baby (1970)
- Jean-Luc Ponty: King Kong: Jean-Luc Ponty Plays the Music of Frank Zappa (1970)
- Smothers Brothers: The Smothers Brothers Summer Show (1970)
- Captain Beefheart and The Magic Band: The Spotlight Kid (1972)
- Captain Beefheart and The Magic Band: Clear Spot (1972)
- Captain Beefheart and The Magic Band: Unconditionally Guaranteed (1974)
- Captain Beefheart and The Magic Band: Shiny Beast (Bat Chain Puller) (1978)
- Al Stewart: Time Passages
- Frank Zappa: You Can't Do That on Stage Anymore, Vol. 1 (1988)
- Frank Zappa: You Can't Do That on Stage Anymore, Vol. 4 (1991)
- Mothers of Invention: The Ark (1991)
- Frank Zappa: You Can't Do That on Stage Anymore, Vol. 5 (1992)